# دارالمجانین (داستان)
دارالمجانین اثری بحث‌برانگیز از محمدعلی جمالزاده است.
محمدعلی جمالزاده در دیباجهٔ دارالمجانین می‌نویسد، توی دکان میرزا محمود کتابفروش نشسته بود که پیرزنی تعدادی کتاب برای فروش آورد. شوهر پیرزن به اتهام دزدی از دارالمجانین اخراج شده و از ترس بازخواست متواری است. جمالزاده کتابی از پیرزن می‌خرد. پیرزن به جای سه عباسی طلب جمالزاده، کاغذهای دست‌نویس لوله کرده‌ای به او می‌دهد. جمالزاده بعد از مدتی به سراغ کاغذهای دست‌نویس می‌رود، شروع به خواندن می‌کند و رمان دارالمجانین آغاز می‌شود.
محمود (نویسنده دست‌نویس) در ابتدا از خصوصیات و خصایل پدرش می‌گوید. پس از مرگ پدر به خانهٔ عمو ی خسیس اش می‌رود. در ادامه از عمو‌ی خسیس اش، عشق اش به دختر عمو ی زیبایش بلقیس، از آقامیرزا عبدالحمید، منشی عمو و دوست صمیمی اش رحیم، پسر میرزا عبدالحمید می‌نویسد. رحیم علاقهٔ جنون آمیزی به اعداد دارد و «تضاد بین واحد و کثیر و فرد و زوج را منشأ همهٔ اختلاف‌ها» می‌داند.
روزی نامه عاشقانهٔ محمود به بلقیس به دست عمو می‌افتد. به ناچار از خانهٔ عمو بیرون می‌زند و به خانهٔ دوست روانپزشکش دکتر همایون می‌رود. به کمک دکتر همایون که عقل درست و حسابی ندارد، رحیم را به دارالمجانین می‌برند. در ملاقات رحیم در دارالمجانین است که با هدایتعلی آشنا می‌شود.
خیلی چیزهای غریب و عجیب از او حکایت می‌کردند. از آن جمله می‌گفتند از همان بچگی که برای تحصیل به فرنگستان رفته بود کاسهٔ عقلش موبرداشته بود و چیزیش می‌شده‌است. هدایتعلی از فرنگستان عروسکی چینی به قد یک آدم با خودش به تهران می‌آورد و پشت پردهٔ اتاق اش پنهان می‌کند و به آن عشق می‌ورزد. خانواده اش با دیدن حرکات جنون آمیزش او را به دارالمجانین می‌آورند. در دارالمجانین روزی گذرش به بخش دیوانگان خطرناک می‌افتد. در آن جا با دیدن دیوانهٔ خطرناکی که با تیله شکسته‌ای شکمش را پاره می‌کرد و نقشی به شکل سه قطره خون بر دیوار می‌کشید، دچار تب شدیدی شد. خانواده اش آمدند و او را به خانه بردند. پس از آن که تبش قطع شد، همه جا سه قطره خون می‌دید. برای این که سر عقل بیاید، از خانوادهٔ سرشناسی برایش زن می‌گیرند. شب عروسی زنی هرجایی به خانه می‌آورد و تازه عروس از او طلاق می‌گیرد. بعد از طلاق تصویر دختری را روی قلمدان می‌بیند و عاشقش می‌شود. دختر به دیدار هدایتعلی می‌آید و در خانه‌اش می‌میرد. پس از دفن جسد در خرابه‌های شهر ری، گلدان عتیقهٔ زیرخاکی ای پیدا می‌کند که تصویر صورت دختر بر آن است. پس از گم شدن اسرارآمیز گلدان، حال هدایتعلی بدتر می‌شود و خانواده اش او را به دارالمجانین می‌آورند.
در یکی از دیدارهای محمود از دارالمجانین، هدایتعلی بقچهٔ بزرگی از نوشته‌هایش را به محمود می‌دهد. محمود پس از خواندن نوشته‌ها، دو ایراد به او می‌گیرد. اول عدم رعایت صرف و نحو و جمله‌بندی و دوم سهل انگاری زیاد در نوشتن آثارش روی پاکتِ پاره و کاغذهای عطاری و در حاشیه ورق‌های بازی و پشت بلیت قطار. جمالزاده به عنوان مشتی نمونهٔ خروار، انتخاب گزیده‌ای از دست نوشته‌ها را در دارالمجانین می‌آورد که از منظر او به عنوان سند دیوانگی هدایت ارائه می‌شود.
در ملاقات دیگری، هدایتعلی هدیه‌ای پیچیده در دستمال ابریشمی یزدی، به عنوان یادبود دوستانه‌ای به محمود می‌دهد. محمود وقتی از دارالمجانین بیرون می‌زند و به کوچهٔ خلوتی می‌رسد، دستمال را باز می‌کند. هدیه، درون جعبهٔ مقوایی کوچکی است که هدایتعلی با ریسمان آن را محکم بسته و رویش نوشته بود «برگ سبزی تحفهٔ درویش.» محمود بعد از بازکردن در جعبه، بوی تعفن شدیدی احساس می‌کند. جعبه پر مدفوع است. محمود فکر می‌کند محتویات جعبه هدیهٔ بوف کور به اوست. آن جعبه تحفهٔ سبزی است که بوف کور به خوانندگانش هدیه می‌دهد.
در یکی از دیدارهایشان هدایتعلی به او پشنهاد می‌کند خودش را به دیوانگی بزند و به دارالمجانین بیاید. محمود در دیوانگی هدایتعلی شک می‌کند و وقتی از ساختگی بودن جنونش می‌پرسد، هدایتعلی پاسخی نمی‌دهد. محمود پس از کلنجار رفتن با خود به «دستور بوف کور عمل» می‌کند و با خواندن یکی از کتاب‌های دکتر همایون خودش را به دیوانگی می‌زند و او را به دارالمجانین می‌آورند.
محمود با دریافت نامهٔ بلقیس از مرگ عمویش مطلع می‌شود و تصمیم می‌گیرد از دارالمجانین برود. به سراغ مدیر می‌رود و اعتراف می‌کند که دیوانه نیست و خودش را به دیوانگی زده‌است. مدیر با رفتن اش از دارالمجانین موافقت نمی‌کند و تأیید سلامتش را به گواهی طبیب حواله می‌دهد. طبیب هم با توجه به این که هیچ دیوانه‌ای خودش را دیوانه نمی‌داند او را دست به سر می‌کند. ناامید از مدیر و طبیب به سراغ کارکنان دارالمجانین می‌رود تا شاید آن‌ها راهی پیش پایش بگذارند. از آن‌ها هم نتیجه‌ای نمی‌گیرد. بعد به دیدار هدایتعلی می‌رود تا «عقل حیله باز و مکار» او برای رهایی از دارالمجانین راهنمایی اش کند. هدایتعلی کتابی را بر دیوار اتاقش به صلیب کشیده‌است. ضمن بحث متوجه می‌شود که «سروکارم با هدایتعلی شوخ و شنگ نیست. بلکه با «بوف کور» سرکش بی فرهنگ است.»
جمالزاده دربارهٔ علت نوشتن دارالمجانین در نامهٔ اولش به همایون کتیرایی از مهمانی ای می‌نویسد که هدایت را دعوت نکرده بودند. وقتی علت را می‌پرسد مهمانان می‌نالند که آدم بی سوادی ست و دستور زبان نمی‌داند. جمالزاده ناراحت می‌شود «و کم‌کم این فکر در من قوت گرفت که او را به هر ترتیبی شده به مردم ایران معرفی نمایم و بفهمانم که چطور به مقام شناختن او نرسیده‌اند…»
برخی بر این باورند که محمدعلی جمالزاده در صدد تخریب صادق هدایت بوده و برخی دیگر بر این باورند که به نوعی در صدد معرفی این نویسنده بوده‌است.